# Sestertius
A sestertius egy római érme volt, a római pénzrendszer alapvető és legfontosabb pénzegysége. A köztársaság idején kis méretű ezüstpénz (súly: előbb 2,5 gramm, hamarosan csak ~ 1 gramm), később (Augustus pénzreformja után 23-ban) nagyméretű bronzpénz (átmérő: 32–34 mm, palást: 4 mm, súly: 25-28 gramm) volt. A Kr. e. 3. századtól Kr. u. 293-ig használták. Egy sestertius 4 ast ért. A denariusnak a negyedét érte.
A nagyméretű bronz sestertius érméket a császárkorban intenzíven használták propagandacélokra, az egyes császárok győzelmeit, egyes provinciákban tett látogatásait, családi és vallási eseményeit örökítették meg rajtuk.
Gyakori rövidítése a HS (eredetileg IIS).
A sestertius szó (eredetileg semis-tertius) harmadfelet (2 ½) jelent, ami az assal szembeni eredeti értékaránya. A kifejezés a semis (’fél’) és a tertius (’harmadik’) összetételből származik, és együtt jelentése: a harmadik fél (az 1½ a második fél, vagyis másfél).

## Galéria

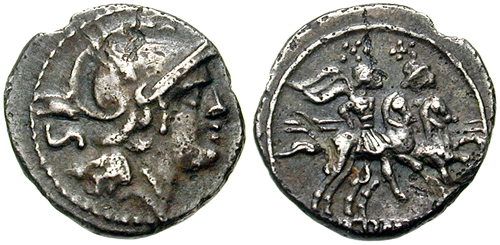
A Római Köztársaság Kr.e. 211 után vert ezüst sestertius érméje. Súlya: 0,96 gramm. Előoldalán Róma portréja, értékjelzés: IIS, hátoldalán dioszkuroszok.
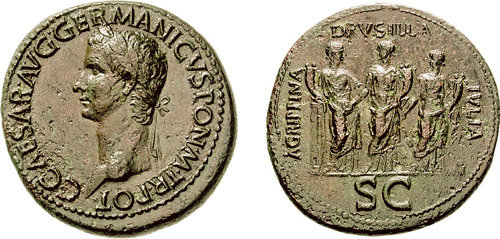
Caligula császár bronz sestertius érméje. Súlya: 26.83 gramm. Előoldalán a császár babérkoszorús portréja, felirata: C CAESAR AVG GERMANICVS PON M TR POT. Hátoldalán Caligula három lánytestvére: Agrippina, Drusilla és Julia, felirata: AGRIPPINA DRVSILLA IVLIA, S C.
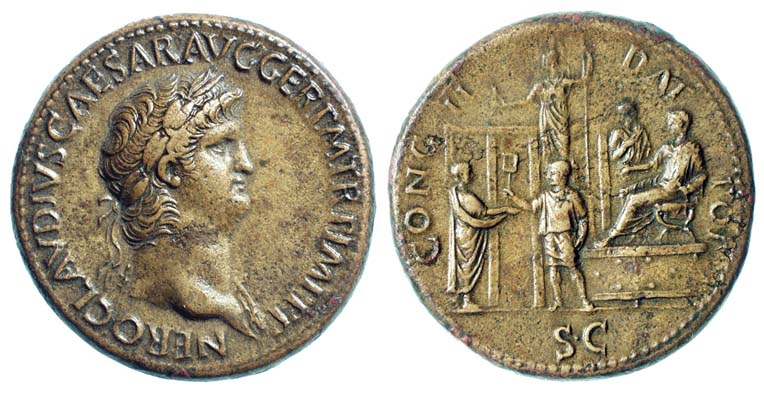
Nero császár bronz sestertius érméje. Előoldalán a császár babérkoszorús portréja, felirata: NERO CLAVDIVS CAESAR AVG GER P M TR P IMP P P. Hátoldalán sella curulis székben, emelvényen ülő Nero császár pénzt osztat a római polgároknak, a háttérben Minerva istennő szobra és tempol, felirata: CONG II DAT POP S-C.
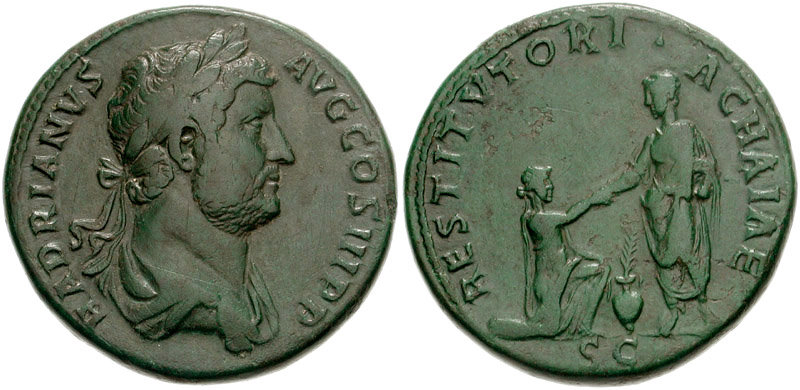
Hadrianus császár Achaea provinciai látogatásának emlékére vert bronz sestertius érméje. Súly: 25.46 gramm, átmérő: 32 mm. Előoldalán a császár melvértes, babérkoszorús portréja, a hátoldalon allegorikus jelenet, a kötirat: RESTITVTORI ACHAIAE (Achaea helyreállítva".
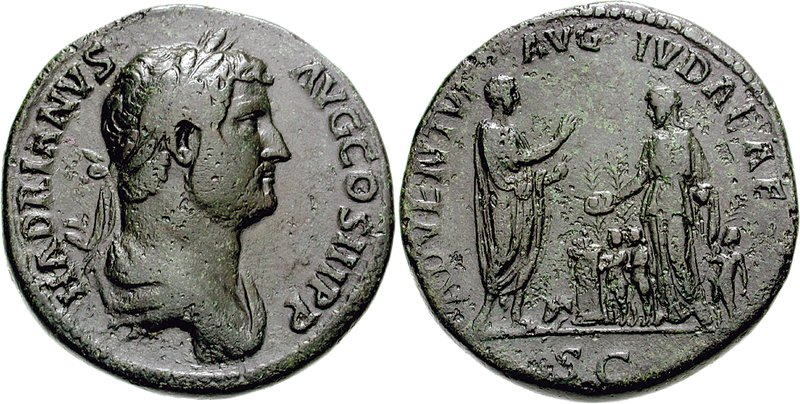
Hadrianus császár judeai látogatása emlékére vert bronz sestertius érme. Előoldalán a császár melvértes, babérkoszorús portréja, felirata: HADRIANVS AVG COS III P P. A hátoldalán Hadrianus és Judeát megszemélyesítő nőalak három gyermekkel, felirata: ADVENTVI AVG IVDAEAE, S C.

## Fordítás
- Ez a szócikk részben vagy egészben  a   Sestertius című angol Wikipédia-szócikk fordításán alapul.  Az eredeti cikk szerkesztőit annak laptörténete sorolja fel. Ez a jelzés csupán a megfogalmazás eredetét és a szerzői jogokat jelzi, nem szolgál a cikkben szereplő információk forrásmegjelöléseként.